# De Oost (film)
De Oost is een Nederlandse oorlogsfilm uit 2020, onder regie van Jim Taihuttu.

## Verhaal
De film speelt zich af in het Nederlands-Indië van 1946 ten tijde van de Indonesische Onafhankelijkheidsoorlog. De twintigjarige soldaat Johan uit Arcen wordt uitgezonden naar Semarang, waar het Nederlandse leger naar eigen zeggen is om het Indonesische volk te bevrijden van het gezag van Soekarno. Johan gelooft in de belofte om de bevolking te helpen, maar ontdekt al gauw dat de realiteit anders is: hij merkt dat de bevolking vijandig tegenover het Nederlandse leger staat en dat zijn collega's op hun beurt nauwelijks optreden tegen oorlogsmisdaden. Zo onderneemt het leger geen actie wanneer de stamhoofden van een nabijgelegen dorpje onthoofd worden aangetroffen. Johans medesoldaten bekommeren zich in plaats daarvan meer met het bezoeken van lokale bordelen en verwijzen bovendien naar de bevolking als 'apen'.
Na drie maanden wordt tijdens een patrouille het corps plotseling aangevallen door Indonesische guerrilla's, waarbij soldaat Werner om het leven komt. Legerkapitein Raymond Westerling, die contraguerrilla-acties tegen de Indonesische guerrilla's en zuiveringsacties leidt, spoort de man op die Werner heeft doodgeschoten en betrekt Johan bij het martelen van de man. Johan vergezelt vervolgens Westerling bij een gevaarlijke tocht diep in het vijandelijke gebied om guerrillastrijders uit te schakelen en maakt daarbij zijn eerste slachtoffer.
Westerling laat Johan toe tot zijn geheime missie en voert verscheidene opdrachten uit. Niet veel later promoveert Johan tot korporaal. Hij verhardt en het corps raakt steeds meer van hem vervreemd: zo schrikt zijn kameraad Mattias Cohen wanneer Johan een guerrillastrijder in koelen bloede doodschiet. Ondertussen worden in het kamp geruchten verspreid over Johans familie. Hij vertelde de soldaten zelf dat zijn hele familie is omgekomen, maar in werkelijkheid zit zijn vader een gevangenisstraf in Vught uit omdat hij tijdens de Tweede Wereldoorlog een vooraanstaand NSB'er was die verantwoordelijk was van de dood van meer dan duizend joden.
Johan en enkele medesoldaten vergezellen Westerling op een gevaarlijke zuiveringsmissie naar Zuid-Celebes. Onder leiding van Westerling doodt het leger verdachte guerrillastrijders en raken ook onschuldige burgers slachtoffer van zijn gewelddadige regime. Het zit Johan dwars dat de verdachten zonder enig proces worden veroordeeld en vermoord. Langzamerhand plaatst Johan steeds meer vraagtekens bij de oorlog. 
Bij een van de afrekeningen beweert een verdachte onschuldig te zijn en er te zijn ingeluisd. Johan pleit om de zaak uit te zoeken voordat de man wordt veroordeeld, hetgeen Westerling interpreteert als insubordinatie en verraad. Daarop verklaart hij Johan vogelvrij en geeft hij het corps de opdracht om hem dood te schieten. Johan vlucht in de jungle en doodt soldaat Eddy Coolen. Tot zijn grote verbazing heeft ook Mattias zich tegen hem gekeerd. Na een confrontatie met Westerling weet Johan uiteindelijk met een schotwond te ontsnappen.
Eenmaal in Nederland lukt het Johan niet om zijn oude leven op te pakken. Hij kan geen baan vinden en worstelt met haatgevoelens naar zijn vader. Jaren later zoekt hij Westerling op in een theater waarin deze werkzaam is als acteur. Johan schiet hem in zijn buik en pleegt vervolgens zelfmoord. 

## Rolbezetting
| Acteur                      | Personage             |
| --------------------------- | --------------------- |
| Martijn Lakemeier           | Johan de Vries        |
| Marwan Kenzari              | Raymond Westerling    |
| Jonas Smulders              | Mattias Cohen         |
| Joes Brauers                | Herman Keizer         |
| Huub Smit                   | luitenant Hartman     |
| Jeroen Perceval             | Janssen               |
| Peter Paul Muller           | majoor Penders        |
| Jim Deddes                  | Werner                |
| Reinout Scholten van Aschat | Tinus                 |
| David Wristers              | Marcus Waterman       |
| Abel van Gijlswijk          | Charlie               |
| Coen Bril                   | Eddy Coolen           |
| Mike Reus                   | kampcommandant Mulder |
| Joenoes Polnaija            | Samuel                |
| Denise Aznam                | Gita                  |
| Putri Ayudya                | Westerlings vrouw     |
| Lukman Sardi                | Djalil                |

## Productie
Regisseur Jim Taihuttu was al sinds 2012 bezig met het ontwikkelen van een filmproject over deze 'zwarte bladzijde van de Nederlandse geschiedenis'. Taihuttu kreeg het idee voor de film tijdens een persoonlijke zoektocht naar de geschiedenis van zijn voorouders op de Molukken: "Ik stuitte op een hele oorlog waar ik op school nooit iets over had gehoord en waar in Nederland ook geen films over bestonden. Naarmate ik er meer over begon te lezen en meer ooggetuigen sprak, werd de wens om als filmmaker iets met dit onderwerp te doen steeds sterker. Dit resulteerde in het verhaal van De Oost."
Producent Sander Verdonk sloot zich in 2015 aan bij de film en ging vanaf toen op zoek naar financiers.
Bij het schrijven van het scenario werd het Koninklijk Instituut voor Taal-, Land- en Volkenkunde geraadpleegd voor historische feiten. Ook werd bewust gezocht naar een coproductiepartner in Indonesië. Over de beweegredenen hierachter vertelde Verdonk: "Voor ons was zo'n samenwerking heel belangrijk. We wilden daar niet als een soort neokolonist neerstrijken en een filmpje draaien. Een groot deel van de crew was Indonesisch."
De draaiperiode begon in februari 2019 in Indonesië. Uiteindelijk werd er 48 dagen gedraaid in Indonesië, met 6 aanvullende draaidagen in Nederland.

## Release
De eerste beelden van de film werden in mei 2020 uitgebracht. De première vond plaats op Nederlands Film Festival op 25 september 2020. Aanvankelijk zou de film op 10 september 2020 in de bioscoop worden uitgebracht, maar de release werd vanwege opgelopen vertragingen door de coronapandemie uitgesteld, eerst naar 26 november van dat jaar en uiteindelijk naar 13 mei 2021.
De filmmakers ontwikkelden voorafgaand aan de release een lespakket met filmfragmenten voor scholen, met als doel om de in scholen tot dan toe nauwelijks besproken Indonesische onafhankelijkheidsoorlog tot lesmateriaal te maken. Producent New Amsterdam beoogde zodoende om in samenwerking met onder andere The East West Foundation en het Indisch Herinneringscentrum een grote voorlichtingscampagne over de Indonesische onafhankelijkheidsoorlog op te zetten.
De film raakte in september 2020 in opspraak toen het Veteranenplatform en de Molukse organisatie Maluku4Maluku zich publiekelijk uitliet tegen de trailer van de film: de organisatie betichtte de makers van 'historische onjuistheden' en maakte een kritische vergelijking tussen de Nederlandse militairen in de film met de SS. Zo zijn soldaten te zien in historisch incorrecte zwarte uniformen, in werkelijkheid droegen deze eenheden camouflagegroen. Eén van de personages heeft een Hitlersnor. Ook oud-strijders en belangenverenigingen, waaronder de organisatie van Reawaruw, het Veteranen Platform en de Federatie Indische Nederlanders volgde in deze woede. Reawaruw eiste namens belanghebbenden een voorvertoning van de film, maar dit verzoek werd niet ingewilligd. Producent Sander Verdonk liet in een reactie weten: "Deze geschiedenis ís complex en voor sommigen traumatisch, dat willen we juist laten zien. Het zou jammer zijn als de discussie over de onafhankelijkheidsoorlog zich nu voornamelijk toespitst op een snor en uniformen. We zullen geen inhoudelijke aanpassingen doen aan de film."
Vanwege de aanhoudende woedende reacties onder Indië-veteranen, Indische Nederlanders en Molukkers, werd in december 2020 bekendgemaakt dat de film een disclaimer zou krijgen, waarin duidelijk wordt dat de film een interpretatie van de producent en de regisseur is en niet berust op de waarheid. De Federatie Indische Nederlanders voegde hier aan toe dat de film een "onjuist en eenzijdig beeld geeft van de situatie in Nederlands-Indië". Verdonk liet daarop weten dat de disclaimer er niet zou komen.
In maart 2021 kwam het nieuws dat de film op 13 mei 2021 wordt uitgebracht op de streamingwebsite Amazon Prime. Het is de eerste Nederlandse speelfilm die wordt uitgebracht door de Amerikaanse streamingdienst. Ook werd gemeld dat de film op diezelfde datum wordt uitgebracht in de Nederlandse bioscopen, op voorwaarde dat de bioscopen tegen die tijd weer geopend zouden zijn. De film was uiteindelijk vanaf 5 juni 2021 in de bioscopen te zien.

## Ontvangst
Recensent Berend Jan Bockting van de Volkskrant gaf de film vier uit vijf sterren: "Taihuttu laat haarfijn zien hoe moreel besef onder specifieke omstandigheden kan verdampen, hoe gedachten over goed en kwaad kunnen worden verdrukt ten faveure van oorlogslogica. Dat wil niet zeggen dat De Oost zich laat kijken als afrekening met de in Nederlands-Indië gestationeerde Nederlandse oorlogsveteranen, zoals hier en daar wordt gevreesd. Integendeel, juist de soldatenlevens worden met een liefdevol oog voor detail bekeken. [..] Fraai zijn vooral de verhaaloverstijgende, dialoogloze montagesequenties van de soldaten op patrouille, ondersteund door dromerige muziek. De Oost is op die momenten haast een koortstrip."
Ook criticus Gudo Tienhooven van het Algemeen Dagblad bekroonde de film met vier sterren: "De filmische klasse druipt er in elk geval vanaf, de sfeer is broeierig en het acteerwerk subliem. Maar een meesterwerk is het zeker niet. [..] Het is er nu eindelijk wel: cinema over dit hypergevoelig stuk historie. De Oost is eigenlijk een driesterrenfilm, maar krijgt er een sterretje bij voor de lef."
Criticus Remke de Lange van Trouw had drie uit vijf sterren over voor de film: "De structuur van het scenario van Taihuttu en Mustafa Duygulu is stevig. [..] Tegelijkertijd zijn de dialogen drammerig en zwaar aangezet; als hooghartige kaaskoppen praten de militairen steevast over ‘pinda’s’ en ‘aapjes’. Dat is wat makkelijk scoren bij een woke publiek en maakt de personages er niet interessanter op. [..] De ophef over de film duidt op maatschappelijke overgevoeligheid die Taihuttu terecht naast zich neerlegt. Alleen al de rol van Kenzari als een mysterieuze, welbespraakte leider die anderen tot gruwelen brengt, maakt dat de uitbreng van De Oost – als startpunt van discussie – te prijzen valt."